# Joahnys Argilagos
Joahnys Oscar Argilagos Perez (Camagüey, 11 gennaio 1997) è un pugile cubano.

## Palmarès
- Olimpiadi

Rio de Janeiro 2016: bronzo nei pesi mosca-leggeri.
- Mondiali dilettanti

Doha 2015: oro nei pesi minimosca.
- Giochi panamericani

Toronto 2015: argento nei pesi mosca-leggeri.